# Hyalenna alidella
Hyalenna alidella är en fjärilsart som beskrevs av William Chapman Hewitson 1869. Hyalenna alidella ingår i släktet Hyalenna och familjen praktfjärilar. Inga underarter finns listade i Catalogue of Life.

## Bildgalleri

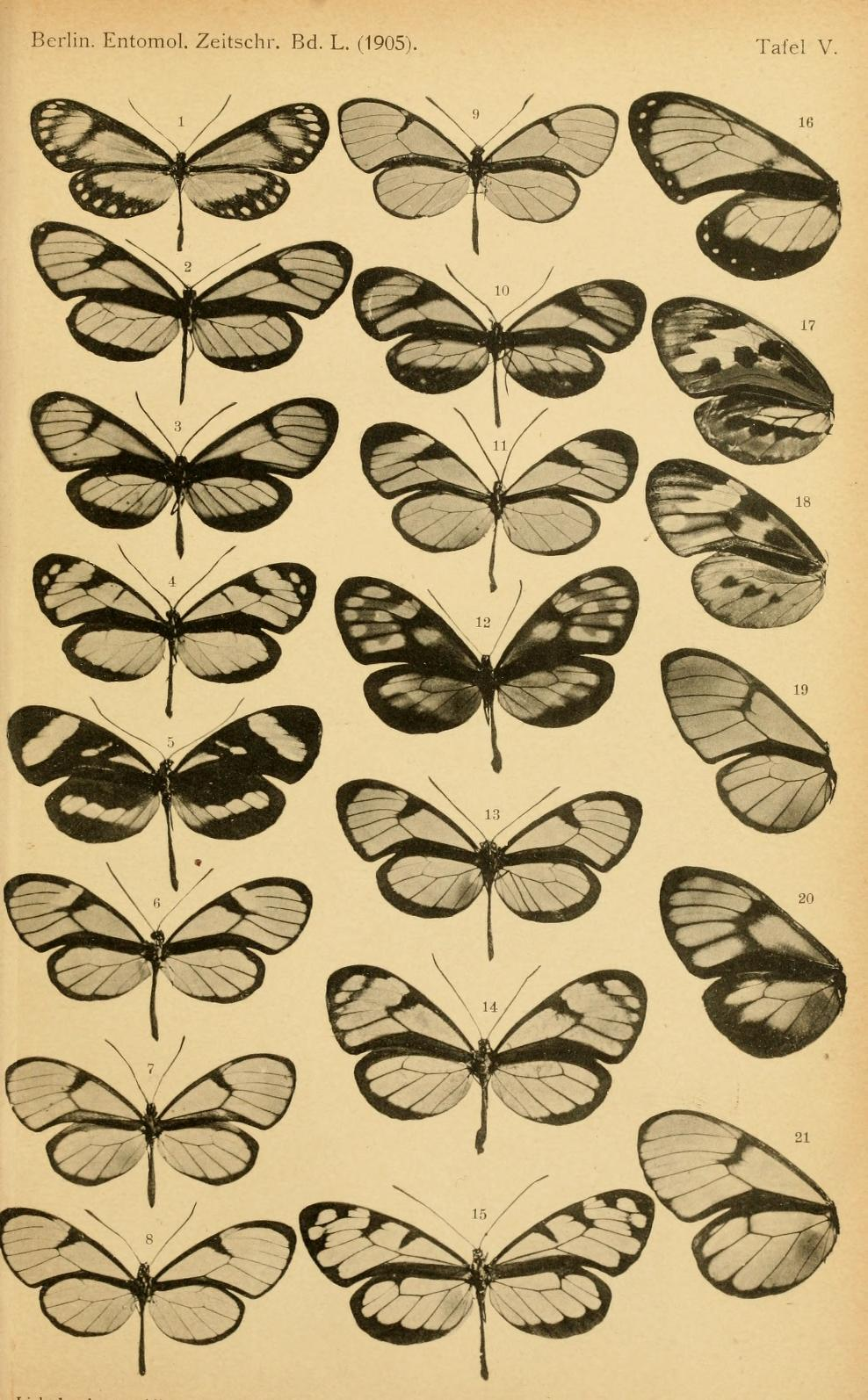
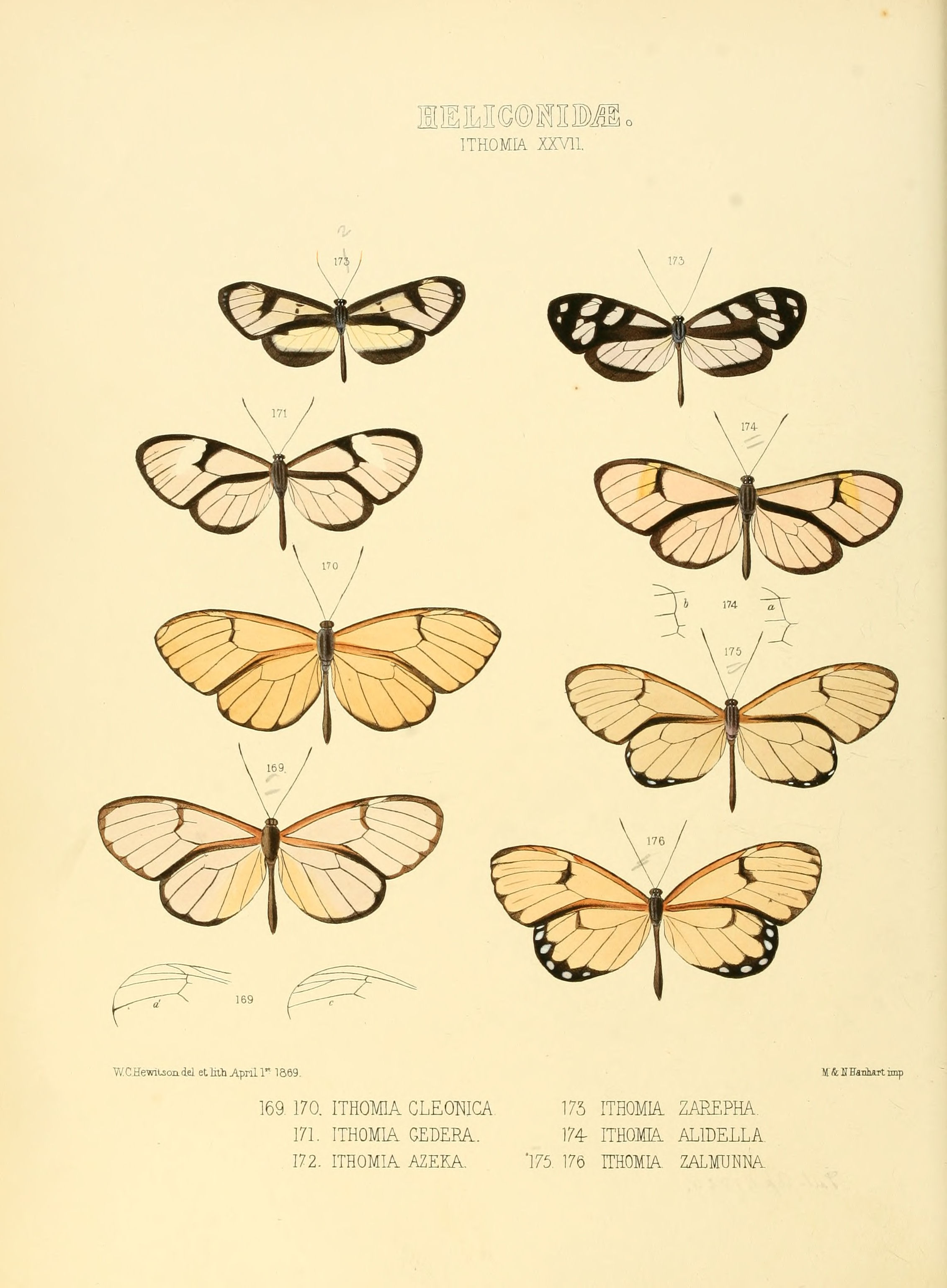